# Майорка
Майо́рка (ісп. Mallorca, від лат. Maiorica, лат. Baliaris Maior, «головний Балеарський острів») — острів у Середземному морі, складова Балеарських островів. Належить Іспанії. Також — Мальо́рка (кат. Mallorca).

## Географія
Важливим фактором, що перетворив Майорку на один з найпривабливіших куточків земної кулі, є багата та різноманітна природа острова. У горах Серра-да-Трамунтана (найвища гора — Пуч-Мажор, 1445 м) можна насолоджуватися типовими гірськими пейзажами. У цій, найвищій, частині острова розташовані такі мальовничі містечка, як Вальдемосса та Сольєр.
Північна частина Майорки, де на 100 км простягнувся гірський хребет, відома прекрасними пляжами. Внутрішня частина острова, де зберігся традиційний лад життя, дотепер нагадує про причини, з яких свого часу Майорку називали «островом спокою». Південна частина Майорки є спекотнішою та сухішою, тут розташовані найкрасивіші пляжі острова: Сес-Коветес, Ес-Тренк, Мондраго́, бухта Фіге́ра та бухта Санта́ньї. На сході Майорки, поряд із невеликими бухтами, які дотепер зберегли свій недоторканий вигляд (наприклад, Мескіда, Агулья та Торта), розташовані печери Арта в містечку Каньяме́ль та Печери дракона (печери Драк) у Порто-Крісто. Інша туристична зона на острові Майорка розташована на північному сході, де є великі бухти Алькуді́я та Поллє́нса. Найважливіші населений пункт зони — Полленса, де люблять відпочивати художники й артисти, Алькудія, де збереглися пам'ятники давньоримського міста Полленція. На півночі острова розташовані печери Кампанет.
До найвпливовіших екологічних організацій входять «Друзі землі» (Amics de la Terra), Балеарська група з орнітології та захисту природи (GOB) і «Фонд за стійкий розвиток Балеарських островів».

### Природні парки та заповідники
- Природний парк Мондраго

### Печери
- Печери Амс
- Печери Кампанет

### Пляжі
- Кала-Ангіла
- Ес-Тренк
- Кала-Форментор
- Кала-Есмеральда
- Кала-Феррера
- Кала-Серена
- Пладжя-де-Са-Калобра

## Історія
Багата і насичена подіями історія Майорки розпочалася ще у доісторичні часи, що підтверджується знахідками залишків поселень первісних людей.
Спочатку вважалося, що люди вперше прибули на Майорку у 2 500 році до н.е., подорожуючи з Піренейського півострова та півдня Франції. Однак, сучасні дослідження науковців з Університету Південної Флориди, як повідомило видання Daily Star, змушує вчених переглянути цю теорію. Виявлена 25-футова (близько 7,6 м) конструкція підводного моста в печері Женовеса була зведена близько 6 000 років тому, тобто на 2 000 років раніше, аніж вважалося до цього. Дослідникам вдалось чітко визначити, коли і як використовували цю споруду, завдяки кальцитовим утворенням на стінах.
Свій слід на Майорці залишили фінікійці, греки, римляни, візантійці, араби. Мешканці Майорки були чудовими мореплавцями та картографами. Їх географічні знання отримані на власному досвіді та розвивались в мультикультурній атмосфері.

### Майорканське королівство
Заснував Майорканське королівство арагонський король Хайме I «Завойовник». Протягом 1229—1231 років він зумів захопити 3 з 4 Балеарських островів: Майорку, Ібісу і Форментеру, а Менорку, де існував самостійний мусульманський емірат перетворив на залежну сеньйорію. У 1253 році за заповітом Хайме І ці землі були успадковані його молодшим сином Хайме. Хайме Молодший у 1276 році після смерті батька успадкував окрім Балеарських островів, графства Руссільйон і Сердінья, віконтство Карладес, баронство Омелас, володіння Монпельє. Усі вони увійшли до складу Королівство Майорка.
Надалі королі Майорки намагалися діяти проти Арагонських королів у спілці з королями Франції. При цьому з останніми також були конфлікти стосовно володіння Монпельє. Втім конфлікти з Арагоном у 1285 році призвели до повалення цієї династії, переходу королівства Майорки під контроль королів Арагону. У 1287 році до королівство було приєднано острів Мінорку.
У 1295 році владу гілки Хайме II вдалося відновити. З цього моменту майоркські королі приділяли більше уваги розбудові власних володінь та протистоянню з мусульманськими державами на північному узбережжі Африки та на півдні Піренейського півострова. У 1315 році вдалося приєднати Ахейське князівство (північ Пелопоннеського півострова). Водночас тут розроблено кодекси законів — Consulado del Mar і Leges palatinae — які мали вплив на розвиток арагонського права.

### Приєднання до Корони Арагону
З середини 1330-х років королівство вступило в нові конфлікти з Арагоном і Францією, що зрештою у 1344 році призвело до захоплення Майорки і до 1345 року інших володінь королівства арагонським королем Педро IV. Монпельє було втрачене на користь Французького королівства. Спроби Хайме III у 1349 році відновити владу виявились невдалими. Його нащадки продовжували себе титулувати королями Майорки, але не мали жодної влади. Надалі титул Короля Майорки мали правителі Арагону і Кастилії до 1715 року, коли його було остаточно скасовано.
10 серпня 1346 року з міста Пальма до західноафриканського узбережжі на пошуки напівміфічної «Золотої ріки» вирушила морська експедиція під керівництвом мореплавця генуезького походження Жауме Феррера. Надалі з 1340-х по 1360-ті роки. купці та мореплавці Майорки очолювали спробу Арагонської корони захопити нещодавно відкриті Канарські острови в Атлантиці.

### Майорканська картографічна школа
Протягом раннього середньовіччя Майорка переважно була населена мусульманами. Мусульманські та єврейські купці брали участь у широкомасштабній морській торгівлі з Єгиптом та Тунісом, а в XIV ст. вони почали вести бізнес з Англією та Нідерландами.
Приєднання Майорки до Арагонського королівства збіглося з періодом активної заморської експансії Арагону, що здійснювалась в середземноморському басейні в напрямку Сардинії, Корсики, Сицилії та Греції (Афінське та Неопатрійське герцогства), під час якої активно використовувались майорканські морські, картографічні та меркантильні знання та навички. Купці та мореплавці Майорки очолювали спробу арагонської корони захопити нещодавно відкриті Канарські острови в Атлантиці з 1340-х по 1360-ті роки.
В XIV—XV століттях в Пальмі на Майорці розквітла автентична місцева «майорканська» картографічна школа, яка була представлена космографами, картографами і виробниками компасів та іншого навігаційного обладнання переважно єврейського походження, яка прославилась своїми майстерними і багато оформленими навігаційними картами — портоланами. Найвідоміший представник майорканської школи Авраам Крескес відомий як автор знаменитого Каталанського Атласу, виготовленого у 1375 році. Оскільки більшість членів майорканської школи (за невеликими виключеннями) були за походженням євреями, школа зазнала серйозних переслідувань і врешті-решт припинила існування внаслідок вигнання євреїв з Іспанії, впровадженням інквізиції і примусового охрещення наприкінці XV століття.

### Наш час
Індустрія туризму на острові почала розвиватися у 1920-х роках, коли тут було побудовано перші готелі, призначені для найбагатших європейських туристів. Сьогодні курортний туризм є основою життєдіяльності Майорки. Острів має найширшу мережу сучасних готелів, що забезпечують гостям першокласний комфорт та славляться відмінним обслуговуванням.
У жовтні 2018 року острів Майорка було затоплено, 9 людей загинуло.

## Пальма

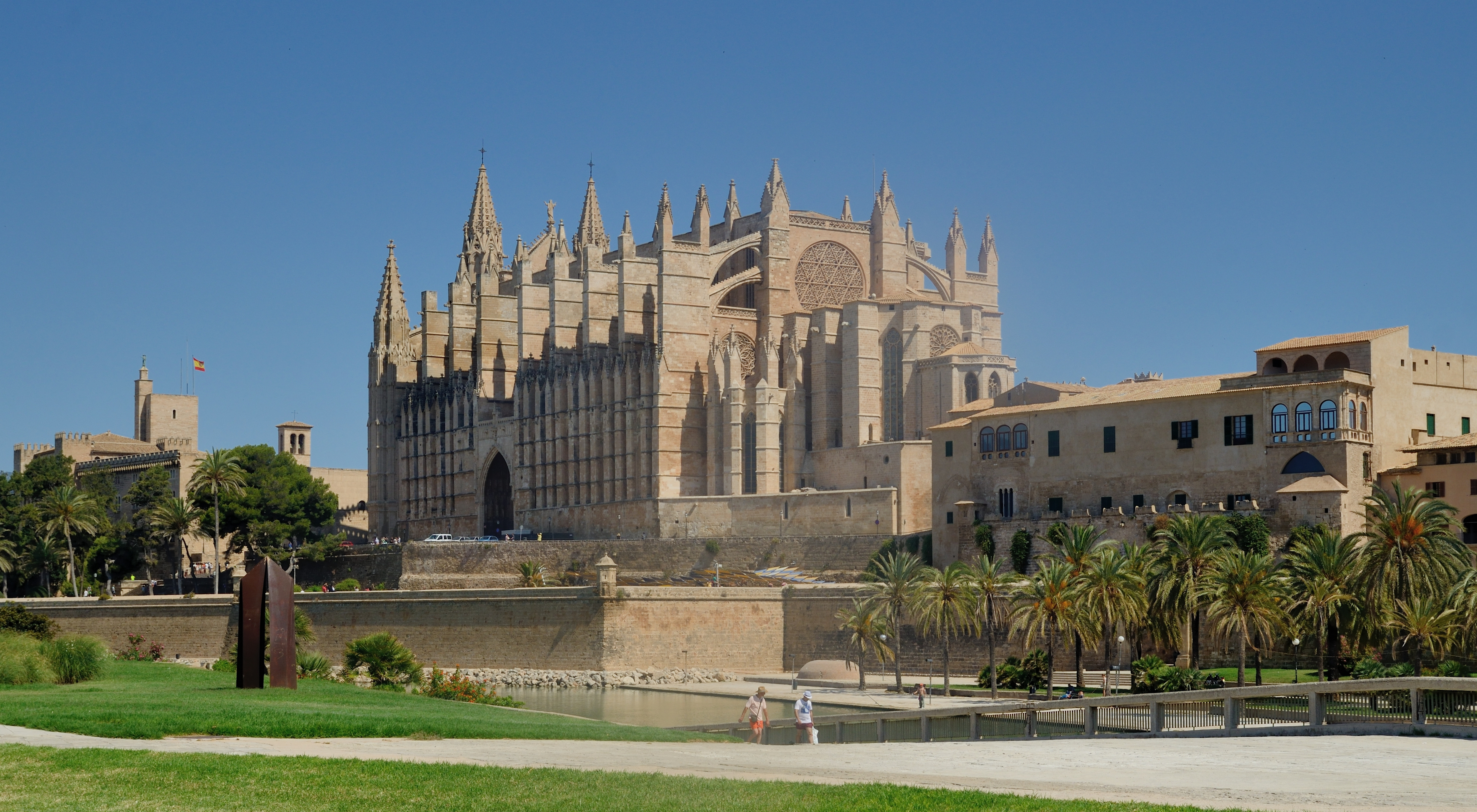
Пальмський собор

Головне місто острова Майорка — Пальма. Населення — 323 тисячі осіб.
Головний пам'ятник сучасного міста — кафедральний собор, будівництво якого було розпочате Хайме I Арагонським на місці мечеті Медина Маюрка. Будівництво собору було завершене у 1587 році, але потім він багато разів перебудовувався, на початку XX століття його інтер'єри переробив іспанський архітектор Антоніо Ґауді. Собор має одну з найширших у світі нав, велике вікно-троянда над головним вівтарем нагадує око. У соборі є каплиця Трійці, у якій спочиває прах Хайме II і Хайме III Арагонських. Королівська капела відновлена у 1904-1914 роках Антоніо Ґауді, балдахін над вівтарем є також твором Ґауді. У старому приміщенні капітулу розташований Музей собору, одним з найважливіших експонатів якого є ковчег Щирого Хреста (XV ст.), інкрустований коштовним камінням та дорогоцінними металами. Дзвіниця — одна з найстаріших будівель собору, була побудована у 1389 році. У соборі встановлено орган з неоготичним корпусом, виготовлений у 1795 році та відреставрований у 1993 році Габріелем Бланкафортом.
На відстані 2,5 км від центра Пальми, на західному боці бухти, розташований готичний замок Бельвер, побудований як літня резиденція короля Хайме II. Колоподібна форма надає замку незвичного вигляду, периметром центрального двору проходить галерея з витонченими арками.
Найвідоміший культурний центр Мальорки — центр мистецтв Фонд Пілар та Жоана Міро, створений на базі приватного будинку та студії померлого у 1982 році Жуана Міро. Цей будинок наваррський архітектор Рафаель Монео. У центрі виставлено численні роботи Міро, деякі з яких незавершені, є бібліотека, конференц-зал та крамниця.

## Транспорт
- Метрополітен Пальми
- Сольєрський трамвай
- Пальма-де-Майорка (аеропорт)

### Залізничний транспорт
На Мальорці є дві залізничні лінії, що використовують в екскурсійних цілях і для приміського сполучення. Одна з них сполучає столицю острова з містами Інка і Манакор — відповідно третім і другим містами острова по населенню. Є відгалуження до міста Ла-Пуебла. Раніше залізниця прямувала до міста Арта. У 2013 році дільницю Манакор — Арта демонтовано, проте є плани по її відновленню.
Інша залізниця прокладена між Пальмою і портом Сольєр, що прямує через 13 тунелів в гірському масиві Серра-де-Трамонтана.
Обидві залізничні лінії мають станції пересадки з метро міста Пальма.

## Галерея

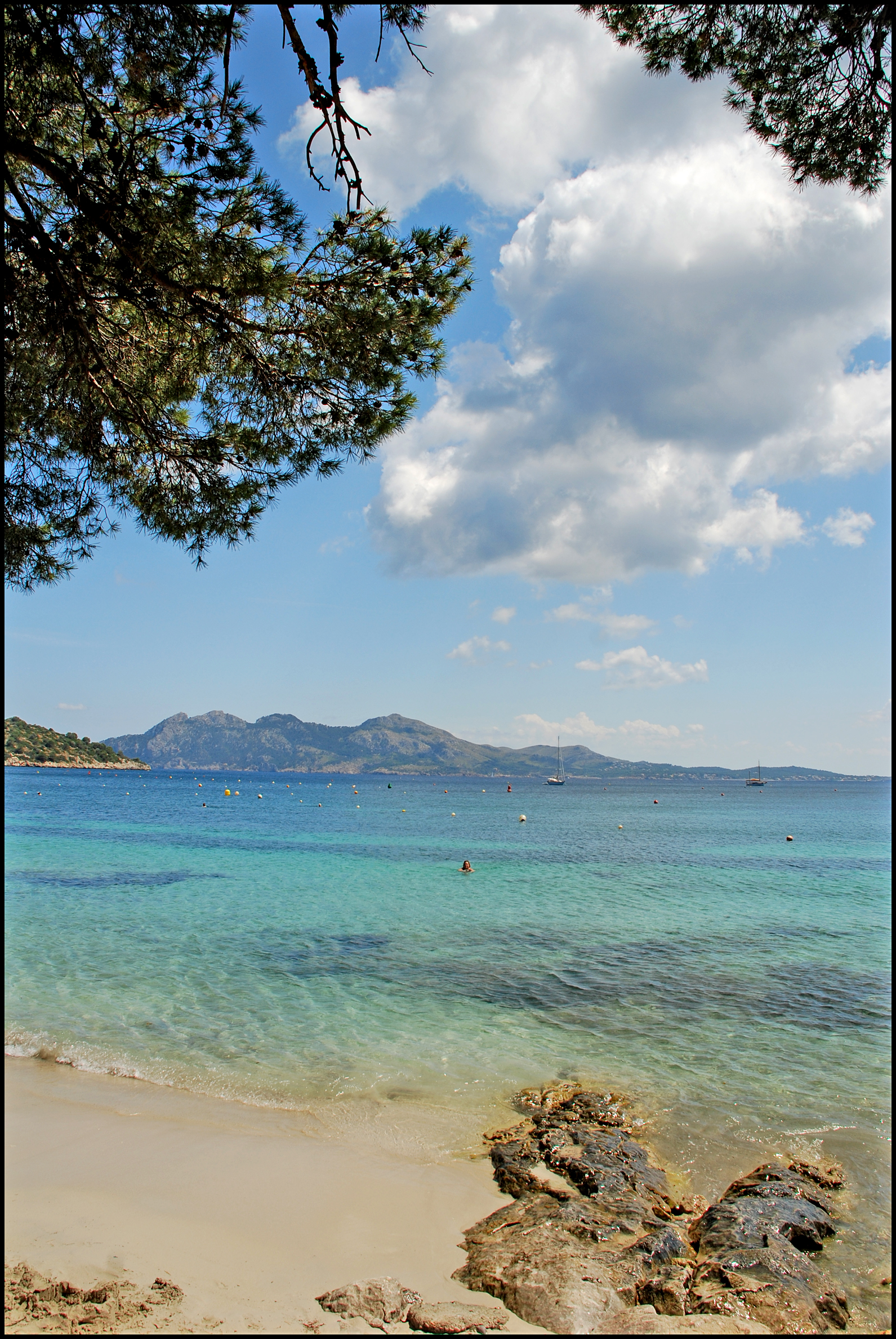
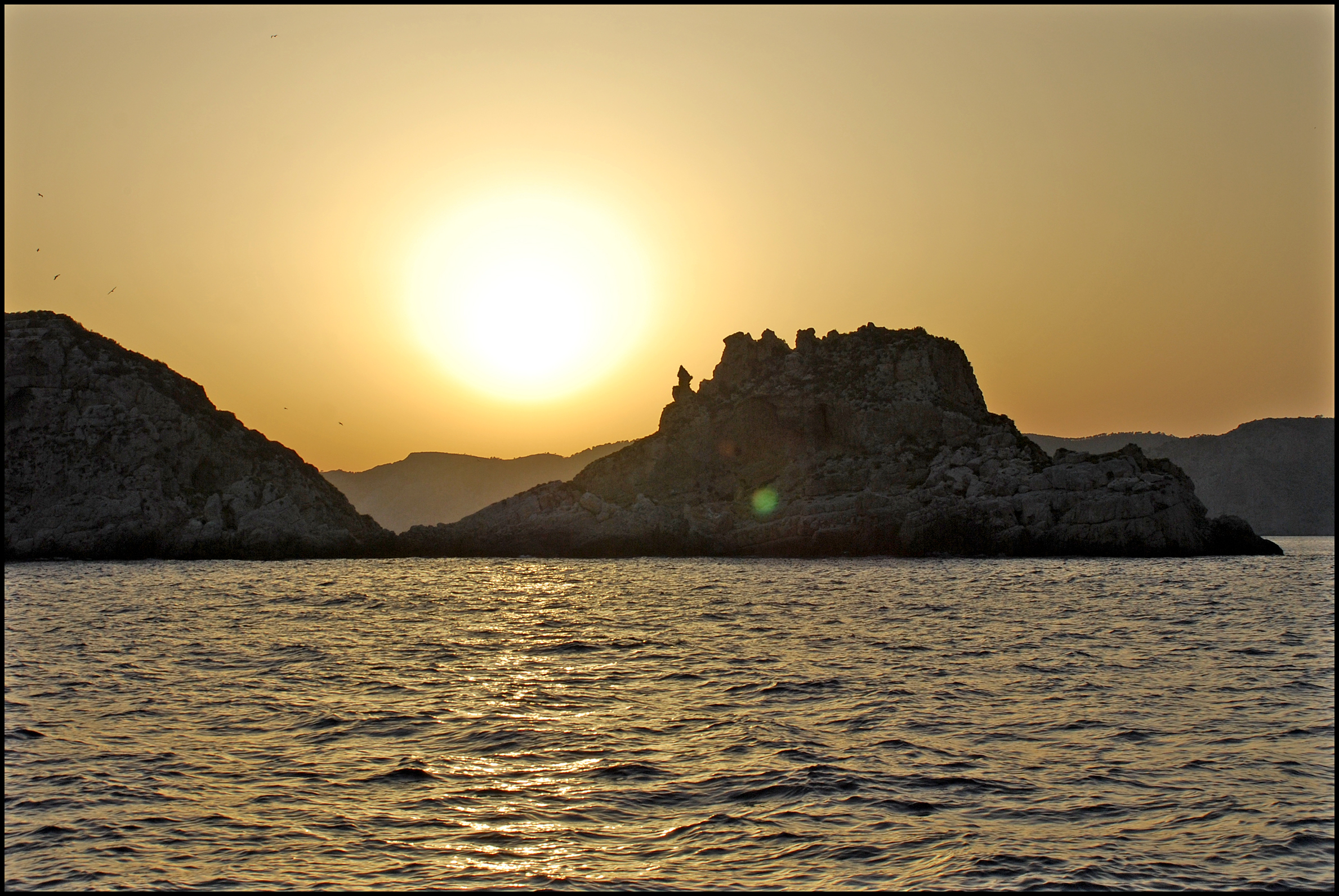
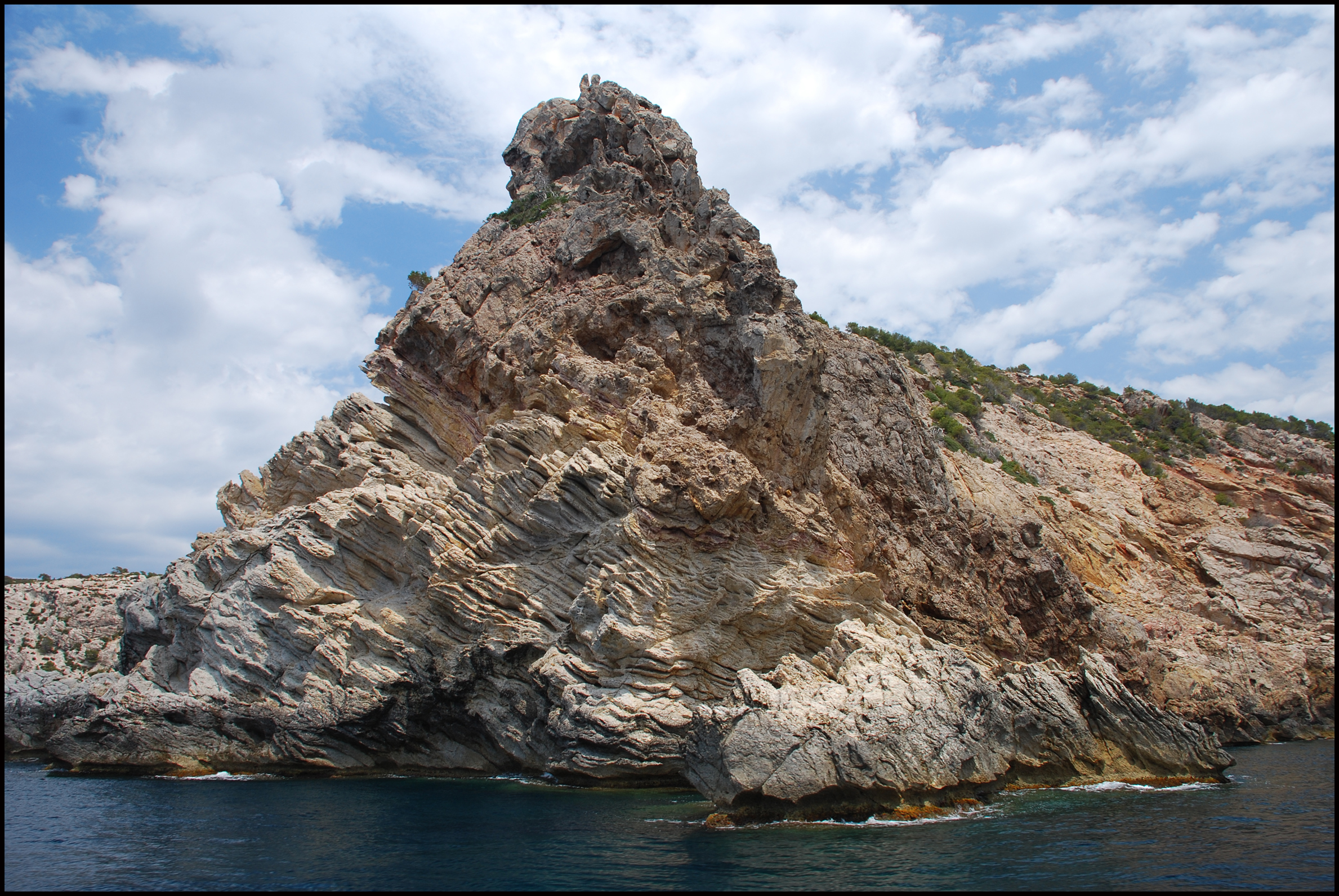
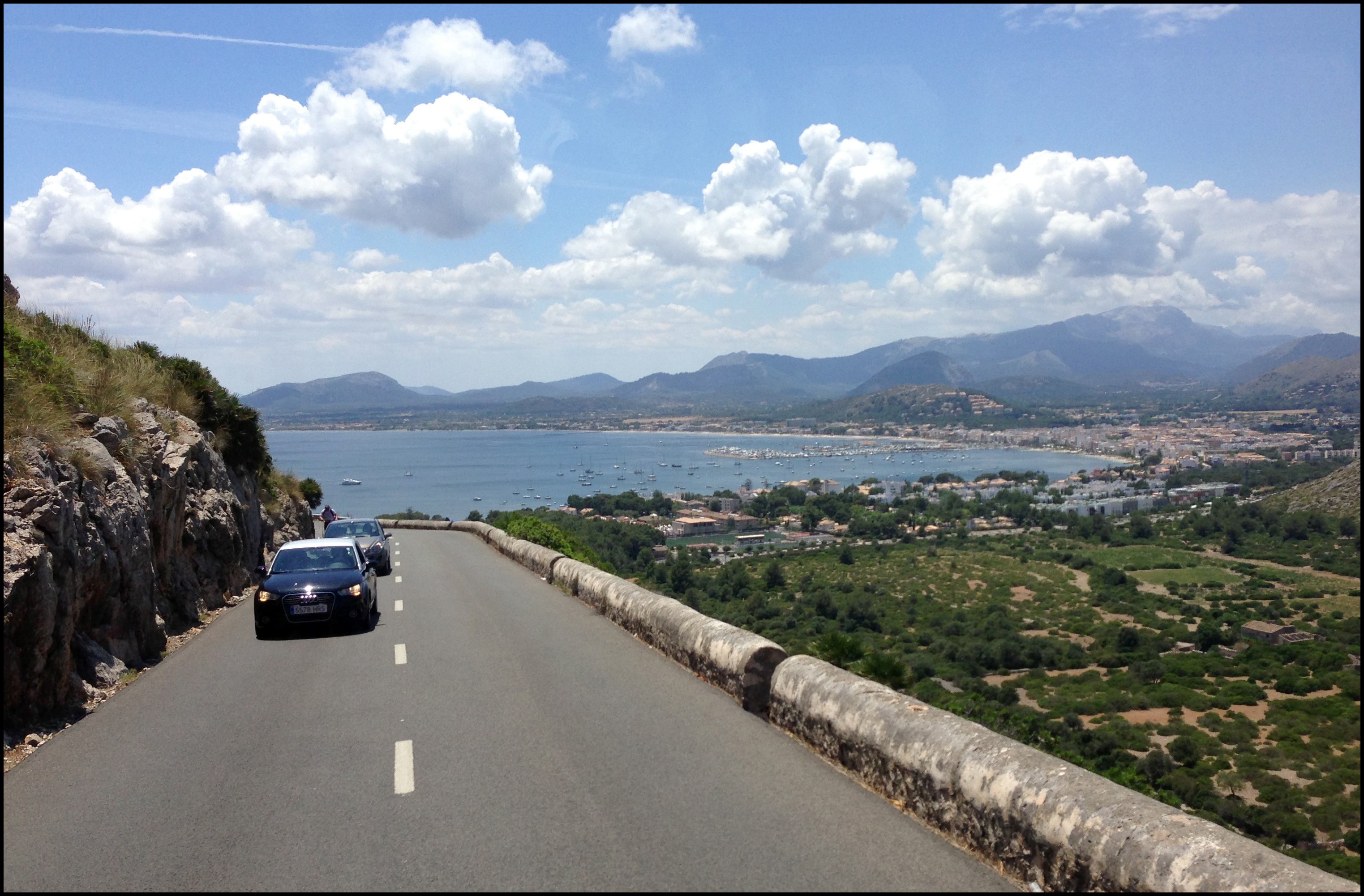

## Визначні місця
- Замок Капдепера (XIV ст.)
- Замок Бельвер (XIV ст.)
- Некрополь Сон-Реаль